# 後藤杜三
後藤 杜三（ごとう もりぞう、1918年1月25日 -1991年5月10日）は日本の眼科医、俳人、作家。北海道生まれ。本名・英三。私立岩手医学専門学校（現・岩手医科大学）卒、1946年北海道帝国大学で医学博士。
1949年、「北海道文学者の会」を石塚喜久三らと結成。鎌倉で後藤眼科医院を開業し、同人誌『南北』を主宰していた。
久保田万太郎に師事し、『新誌』に連載した『わが久保田万太郎』で1974年大宅壮一ノンフィクション賞受賞。

## 著書
- 『わが久保田万太郎 枯野はも縁の下までつゞきをり』青蛙房 1973